# 三岔口站
41°01′33″N 112°55′54″E / 41.02575700000001°N 112.931761°E
三岔口站，位于中华人民共和国内蒙古乌兰察布市察哈尔右翼前旗，邮政编码012212，建于1921年，是京包铁路集包段的一个车站。离北京站524公里，离包头站308公里。距上行车站葫芦站8公里，距下行车站八苏木站12公里。该站隶属呼和浩特铁路局。不办理客运业务，但办理货运业务（办理整车，不办理危险货物发到），为四等车站，本站及相邻上下行区间均为电气化区段。